# Le Mans Series
Le Mans Series, Le Mans Endurance Series under de första femton säsongerna, är ett sportvagnsracingmästerskap som körs som endurancerace främst i Europa. I serien ingick från början fyra klasser; LMP1, LMP2, GT1 och GT2. Under 2010 tillkom även Formula Le Mans och till 2011 kommer GT1-klassen att försvinna på grund av för få deltagare.

## Historia
Serien startade 2004 med fyra race över 1000 km. Johnny Herbert och Jamie Davies vann den första säsongen för Audi i LMP1-kategorin, innan ett par år utan det namnkunniga Auditeamet såg Pescarolo Sport ta två raka titlar i LMP1-klassen. 2007 såg Peugeot ansluta sig till LMP1-klassen med sin nya 908 HDi FAP, som tog serien med storm och vann samtliga deltävlingar. 2008 tappade Peugeot överraskande titeln, till ett ensäsongssatsande Audi, som genom Alexandre Prémats och Mike Rockenfellers jämnhet kunde ta titeln i det sista racet Autosport 1000 km på Silverstone Circuit.

## Säsonger och mästare
| Säsong        | LMP1 - Team                                     | LMP2 - Team                                        | GTS/GT1 - Team                                        | GT/GT2 - Team                                       |
| Säsong        | LMP1 - Förare                                   | LMP2 - Förare                                      | GTS/GT1 - Förare                                      | GT/GT2 - Förare                                     |
| ------------- | ----------------------------------------------- | -------------------------------------------------- | ----------------------------------------------------- | --------------------------------------------------- |
| 2004          | Audi Sport UK Veloqx                            | Courage Compétition                                | Larbre Compétition                                    | Sebah Automotive                                    |
| 2004          | Johnny Herbert Jamie Davies                     | Alexander Frei Sam Hancock                         | Pedro Lamy Christophe Bouchut Steve Zacchia           | Roman Rusinov                                       |
| 2005          | Pescarolo Sport                                 | Chamberlain-Synergy                                | BMS Scuderia Italia                                   | Sebah Automotive                                    |
| 2005          | Jean-Christophe Boullion Emmanuel Collard       | Gareth Evans                                       | Michele Bartyan Christian Pescatori Toni Seiler       | Xavier Pompidou Marc Lieb                           |
| 2006          | Pescarolo Sport                                 | Barazi-Epsilon                                     | Aston Martin Larbre                                   | Autorlando Sport                                    |
| 2006          | Jean-Christophe Boullion Emmanuel Collard       | Juan Barazi Michael Vergers                        | Pedro Lamy Gabriele Gardel Vincent Vosse              | Marc Lieb Joël Camathias                            |
| 2007          | Team Peugeot Total                              | Ray Mallock Ltd.                                   | Team Oreca                                            | Virgo Motorsport                                    |
| 2007          | Stéphane Sarrazin Pedro Lamy                    | Mike Newton Thomas Erdos                           | Soheil Ayari Stéphane Ortelli                         | Rob Bell                                            |
| 2008          | Audi Sport Team Joest                           | Van Merksteijn Motorsport                          | Luc Alphand Aventures                                 | Virgo Motorsport                                    |
| 2008          | Alexandre Prémat Mike Rockenfeller              | Jos Verstappen                                     | Guillaume Moreau Patrice Goueslard                    | Rob Bell                                            |
| 2009          | Aston Martin Racing                             | Quifel ASM Team                                    | Luc Alphand Aventures                                 | Team Felbermayr-Proton                              |
| 2009          | Tomáš Enge Jan Charouz Stefan Mücke             | Miguel Amaral Olivier Pla                          | Patrice Goueslard Yann Clairay                        | Marc Lieb Richard Lietz                             |
| 2010          | Team Oreca Matmut                               | RML                                                | Larbre Compétition                                    | Team Felbermayr-Proton                              |
| 2010          | Stéphane Sarrazin                               | Mike Newton Thomas Erdos                           | Gabriele Gardel Patrice Goueslard                     | Marc Lieb Richard Lietz                             |
|               | LMP1 - Team                                     | LMP2 - Team                                        | GTE Pro - Team                                        | GTE Am - Team                                       |
| LMP1 - Förare | LMP2 - Förare                                   | GTE Pro - Förare                                   | GTE Am - Förare                                       |                                                     |
| 2011          | Rebellion Racing                                | Greaves Motorsport                                 | AF Corse                                              | IMSA Performance Matmut                             |
| 2011          | Emmanuel Collard Julien Jousse                  | Karim Ojjeh Tom Kimber-Smith                       | Giancarlo Fisichella Gianmaria Bruni                  | Nicolas Armindo Raymond Narac                       |
|               | LMP2 - Team                                     | LMPC - Team                                        | GTE Pro - Team                                        | GTE Am - Team                                       |
| LMP2 - Förare | LMPC - Förare                                   | GTE Pro - Förare                                   | GTE Am - Förare                                       |                                                     |
| 2012          | Thiriet by TDS Racing                           | Boutsen Ginion Racing                              | JMW Motorsport                                        | IMSA Performance Matmut                             |
| 2012          | Mathias Beche Pierre Thiriet                    | John Hartshorne                                    | Jonny Cocker                                          | Nicolas Armindo Raymond Narac Anthony Pons          |
| 2013          | Signatech Alpine                                | Team Endurance Challenge                           | Ram Racing                                            | SMP Racing                                          |
| 2013          | Pierre Ragues Nelson Panciatici                 | Paul Loup Chati Gary Hirsch                        | Johnny Mowlem Matt Griffin                            | Fabio Babini Kirill Ladygin Viktor Shaitar          |
| 2014          | Signatech Alpine                                | Inga deltagare                                     | SMP Racing                                            | SMP Racing                                          |
| 2014          | Paul-Loup Chatin Nelson Panciatici Oliver Webb  | Inga deltagare                                     | Andrea Bertolini Viktor Shaitar Sergei Zlobin         | Olivier Beretta Anton Ladygin David Markozov        |
|               | LMP2 - Team                                     | LMP3 - Team                                        | LMGTE - Team                                          | GTC - Team                                          |
| LMP2 - Förare | LMP3 - Förare                                   | LMGTE - Förare                                     | GTC - Förare                                          |                                                     |
| 2015          | Greaves Motorsport                              | Team LNT                                           | Formula Racing                                        | TDS Racing                                          |
| 2015          | Gary Hirsch Jon Lancaster Björn Wirdheim        | Chris Hoy Charlie Robertson                        | Johnny Laursen Mikkel Mac Andrea Rizzoli              | Eric Dermont Dino Lunardi Franck Perera             |
| 2016          | G-Drive Racing                                  | United Autosports                                  | Aston Martin Racing                                   | Inga deltagare                                      |
| 2016          | Simon Dolan Giedo van der Garde Harry Tincknell | Alex Brundle Christian England Mike Guasch         | Andrew Howard Alex MacDowall Darren Turner            | Inga deltagare                                      |
| 2017          | G-Drive Racing                                  | United Autosports                                  | JMW Motorsport                                        | Inga deltagare                                      |
| 2017          | Memo Rojas Léo Roussel                          | John Falb Sean Rayhall                             | Jody Fannin Robert Smith                              | Inga deltagare                                      |
| 2018          | G-Drive Racing                                  | RLR Msport                                         | Proton Competition                                    | Inga deltagare                                      |
| 2018          | Andrea Pizzitola Roman Rusinov                  | John Farano Rob Garofall Job van Uitert            | Gianluca Roda Giorgio Roda                            | Inga deltagare                                      |
| 2019          | IDEC Sport                                      | Eurointernational                                  | Luzich Racing                                         |                                                     |
| 2019          | Paul-Loup Chatin Paul Lafargue Memo Rojas       | Martin Hippe Nigel Moore                           | Alessandro Pier Guidi Fabien Lavergne Nicklas Nielsen |                                                     |
| 2020          | United Autosports                               | United Autosports                                  | Proton Competition                                    |                                                     |
| 2020          | Filipe Albuquerque Philip Hanson                | Wayne Boyd Tom Gamble Robert Wheldon               | Michele Beretta Alessio Picariello Christian Ried     |                                                     |
| 2021          | Team WRT                                        | DKR Engineering                                    | Iron Lynx                                             |                                                     |
| 2021          | Louis Delétraz Robert Kubica Ye Yifei           | Laurents Hörr                                      | Matteo Cressoni Rino Mastronardi Miguel Molina        |                                                     |
|               | LMP2 - Team                                     | LMP2 Pro-Am - Team                                 | LMP3 - Team                                           | LMGTE - Team                                        |
| LMP2 - Förare | LMP2 Pro-Am - Förare                            | LMP3 - Förare                                      | LMGTE - Förare                                        |                                                     |
| 2022          | Prema Racing                                    | Racing Team Turkey                                 | Cool Racing                                           | Proton Competition                                  |
| 2022          | Louis Delétraz Ferdinand von Habsburg           | Charlie Eastwood Salih Yoluç                       | Mike Benham Malthe Jakobsen Maurice Smith             | Gianmaria Bruni Lorenzo Ferrari Christian Ried      |
| 2023          | Algarve Pro Racing                              | AF Corse                                           | Cool Racing                                           | Proton Competition                                  |
| 2023          | James Allen Alex Lynn Kyffin Simpson            | François Perrodo Matthieu Vaxivière                | Adrien Chila Alex García Marcos Siebert               | Ryan Hardwick Alessio Picariello Zacharie Robichon  |
|               | LMP2 - Team                                     | LMP2 Pro-Am - Team                                 | LMP3 - Team                                           | LMGT3 - Team                                        |
| LMP2 - Förare | LMP2 Pro-Am - Förare                            | LMP3 - Förare                                      | LMGT3 - Förare                                        |                                                     |
| 2024          | AO by TF                                        | AF Corse                                           | RLR MSport                                            | Iron Lynx                                           |
| 2024          | Louis Delétraz Jonny Edgar Robert Kubica        | François Perrodo Alessio Rovera Matthieu Vaxivière | Nick Adcock Michael Jensen Gaël Julien                | Andrea Caldarelli Hiroshi Hamaguchi Axcil Jefferies |